# Awanhard Łozowa
FK Łozowa (ukr. Футбольний клуб «Лозова», Futbolnyj Kłub "Łozowa") – ukraiński klub piłkarski z siedzibą w Łozowej, w obwodzie charkowskim.

## Historia
Chronologia nazw:
- 19??—19??: Łokomotyw Łozowa (ukr. «Локомотив» Лозова)
- 19??—2007: Awanhard Łozowa (ukr. «Авангард» Лозова)
- 2008—...: FK Łozowa (ukr. ФК «Лозова»)

Piłkarska drużyna Łokomotyw została założona w mieście Łozowa w XX wieku. W 1938 zespół startował w rozgrywkach Pucharu ZSRR. Potem występował w rozgrywkach mistrzostw i Pucharu obwodu charkowskiego. Klub zmienił nazwę na Awanhard Łozowa i wielokrotne zdobywał mistrzostwo i Puchar obwodu. W 1988 startował w Pucharze Ukraińskiej SRR spośród zespołów amatorskich, gdzie w finale pokonał klub Zirka Berdyczów (1:1, 2:2), a w następnym sezonie w finale został pokonany przez Prohres Berdyczów (2:4, 0:0).
Od początku rozgrywek w niezależnej Ukrainie klub występował w rozgrywkach mistrzostw Ukrainy spośród zespołów amatorskich. W sezonie 1992/93 zajął 9. miejsce w 5 grupie. Również startował w Pucharze Ukrainy. W następnym sezonie 1993/94 zajął 10. miejsce w 5 grupie, a w sezonie 1994/95 - 12. miejsce w Amatorskiej Lidze.
Obecnie pod nazwą FK Łozowa kontynuuje występy w rozgrywkach Mistrzostw i Pucharu obwodu.

## Sukcesy
- Puchar ZSRR:

1/128 finału: 1938
- Puchar Ukraińskiej SRR spośród zespołów amatorskich:

zdobywca: 1988
finalista: 1989
- Puchar Ukrainy:

1/64 finału: 1992/93, 1993/94
- mistrzostwo obwodu charkowskiego:

mistrz: 1982, 1983, 1988, 1992
- Puchar obwodu charkowskiego:

zdobywca: 1983, 1986, 1987, 1988, 1990, 1991